# Raciszyn
Raciszyn [pronunciación en polaco: /raˈt͡ɕiʂɨn/] es un pueblo ubicado en el distrito administrativo de Gmina Działoszyn, dentro del condado de Pajęczno, voivodato de Łódź, en el centro de Polonia. Se encuentra aproximadamente a 2 kilómetros al sur de Działoszyn, a 11 kilómetros al suroeste de Pajęczno, y a 87 kilómetros al suroeste de la capital regional, Łódź. 